# Brian Elliott
Brian Elliott (Newmarket, 9 aprile 1985) è un hockeista su ghiaccio canadese professionista che gioca nel ruolo di portiere.

## Carriera
Dalla stagione 2011-2012 gioca nella National Hockey League con la squadra dei St. Louis Blues, alternando il ruolo di titolare con Jaroslav Halák, assieme al quale ha vinto un Jennings Trophy nella stagione 2011-2012. Nello stesso campionato, è risultato il miglior portiere per percentuale di parate (94%) e per media gol subiti (1,56).
Il 17 marzo 2015, Elliott, con la vittoria per 4-0 dei Blues sui Calgary Flames, ha ottenuto il primato della squadra di St. Louis in fatto di shutout, raggiungendo quota 21; il precedente record di 20 apparteneva allo stesso Halák.